# ExPASy
ExPASy(Expert Protein Analysis System)は、スイスバイオインフォマティクス研究所(SBI)の運営するバイオインフォマティクスのリソースのポータルである。生命科学の様々な領域の、多くのリソース、データベース、ソフトウェアツールを利用する広範で統合的なポータルである。科学者は、プロテオミクス、ゲノミクス、系統進化、システム生物学、集団遺伝学、トランスクリプトミクス等の様々な領域の広範なリソースにアクセスできるようになる。個々のリソース(データベース、ソフトウェアツール)は、SBIや協力研究機関の複数のグループにより、非集中的にホストされる。特に、1つのウェブポータルが、異なるグループが開発、運営する広範なリソースに対する共通のエントリーを提供する。ポータルは、選択された複数のリソースを横断する検索機能を果たしている。内部ではリソースの利用がモニターされている。このポータルは、専門家とその領域には詳しくない人の両方を対象としている。特に新しいウェブインターフェイスでは、ExPASyの初心者に対する視覚的なガイダンスを提供している。

## 歴史
ExPASyは、Expert Protein Analysis Systemという言葉の略であり、タンパク質の配列、構造、二次元電気泳動を分析するためのプロテオミクスのサーバーであった。中でも、ExPASyは、タンパク質配列のデータベースであるUniProtKB/Swiss-Prot、またそれをコンピュータでアノテーションした補遺であるUniProtKB/Tremblを参照していた。
ExPASyは、生命科学の分野で初めてのウェブサイトである。
2007年4月5日時点で、1993年8月1日の開設以来、10億回以上閲覧されている。